# Slunce, seno, erotika
Slunce, seno, erotika (littéralement en français Soleil, foin, érotisme), est le troisième volet d'une trilogie comique tchèque de 1991 réalisée par Zdeněk Troška. Les deux précédentes comédies se déroulaient dans le petit village de Hoštice, où elles ont également été tournées. Cette fois, l'intrigue se déroule aussi en Italie.

## Synopsis
Les habitants de Hoštice se rendent en Italie dans le cadre d'un voyage d'échange et, dès leur arrivée, tentent d'améliorer le village, même au prix de la création d'une plage naturiste. Mais tout dérape lorsque la délégation italienne arrive plus tôt que prévu.

## Distribution
- Jaroslava Kretschmerová (cs) : Eva Pilátová, comptable agricole, dite Evík
- Petra Pyšová (cs) : la serveuse Miloslava Ratajová, dite Miluna
- Oldřich Kaiser (cs) : le chef mécanicien italien Vincenzo Benedetti
- Martin Dejdar : le zoologiste italien Bernardo
- Helena Růžičková : l'infirmière Marie Škopková
- Stanislav Tříska : Vladimír Škopek, le marie de Marie
- Veronika Kánská : Blažena Konopníková, fille de la famille Škopk
- Broněk Černý : le plombier Venca Konopník, mari de Blažena
- Valerie Kaplanová : la grand-mère de Škopk ; la mère de Marie
- Martin Šotola : Jirka, fils de la famille Škopk
- Marie Pilátová : l'infirmière Vlasta Konopníková, connue sous le nom de Konopnice
- Václav Troška : Konopník, l'homme de Vlastin
- Luděk Kopřiva : Pasteur Otik
- Vlastimila Vlková : Cecilka, la gouvernante du pasteur
- Marie Švecová : la gossip girl Mařenka Kelišová, dite Keliška
- Jiří Růžička : le gros Josef
- Miroslav Zounar : le Président du JZD, Josef Rádl
- Jiřina Jelenská : Rádlová, l'épouse du président
- Josef Stárek : le docteur Kája Kroupa
- Pavel Vondruška : le Maire de Mošno
- Jiří Lábus : Béďa, amoureuse des animaux
- Kateřina Lojdová : Gábina, née Tejfarová, épouse de Béďa
- Jiřina Jirásková : la directrice générale Václavka Hubičková, dite Vendy
- Jaroslava Hanušová : Professeur Jaruška, sœur de Hubičková
- Rudolf Kubík : Antonio